# Dhuizel
Dhuizel és un municipi francès situat al departament de l'Aisne i a la regió dels Alts de França. L'any 2007 tenia 100 habitants.

## Demografia

### Població
El 2007 la població de fet de Dhuizel era de 100 persones. Hi havia 40 famílies de les quals 7 eren unipersonals (7 homes vivint sols), 11 parelles sense fills, 18 parelles amb fills i 4 famílies monoparentals amb fills.
La població ha evolucionat segons el següent gràfic:
Habitants censats

### Habitatges
El 2007 hi havia 55 habitatges, 41 eren l'habitatge principal de la família, 8 eren segones residències i 6 estaven desocupats. Tots els 55 habitatges eren cases. Dels 41 habitatges principals, 31 estaven ocupats pels seus propietaris, 8 estaven llogats i ocupats pels llogaters i 2 estaven cedits a títol gratuït; 9 tenien tres cambres, 14 en tenien quatre i 18 en tenien cinc o més. 18 habitatges disposaven pel capbaix d'una plaça de pàrquing. A 14 habitatges hi havia un automòbil i a 22 n'hi havia dos o més.

### Piràmide de població
La piràmide de població per edats i sexe el 2009 era:
| Homes | Edats   | Dones |
| ----- | ------- | ----- |
| 0     | 95 o +  | 0     |
| 0     | 90 a 94 | 0     |
| 0     | 85 a 89 | 0     |
| 8     | 80 a 84 | 0     |
| 0     | 75 a 79 | 0     |
| 8     | 70 a 74 | 4     |
| 0     | 65 a 69 | 16    |
| 0     | 60 a 64 | 0     |
| 0     | 55 a 59 | 0     |
| 4     | 50 a 54 | 0     |
| 8     | 45 a 49 | 4     |
| 8     | 40 a 44 | 4     |
| 4     | 35 a 39 | 8     |
| 0     | 30 a 34 | 0     |
| 0     | 25 a 29 | 0     |
| 0     | 20 a 24 | 0     |
| 16    | 15 a 19 | 0     |
| 0     | 10 a 14 | 4     |
| 4     | 5 a 9   | 0     |
| 8     | 0 a 4   | 0     |

## Economia
El 2007 la població en edat de treballar era de 66 persones, 57 eren actives i 9 eren inactives. De les 57 persones actives 46 estaven ocupades (27 homes i 19 dones) i 10 estaven aturades (5 homes i 5 dones). De les 9 persones inactives 2 estaven jubilades, 3 estaven estudiant i 4 estaven classificades com a «altres inactius».
Activitats econòmiques
Dels 2 establiments que hi havia el 2007, 1 era d'una empresa de construcció i 1 d'una empresa de serveis.
L'únic servei als particulars que hi havia el 2009 era un guixaire pintor.
L'any 2000 a Dhuizel hi havia 5 explotacions agrícoles que ocupaven un total de 850 hectàrees.

## Poblacions més properes
El següent diagrama mostra les poblacions més properes.